# Marseille-en-Beauvaisis
Marseille-en-Beauvaisis ist eine französische Gemeinde mit 1426 Einwohnern (Stand 1. Januar 2022) im Département Oise in der Region Hauts-de-France. Die Gemeinde liegt im Arrondissement Beauvais, ist Teil der Communauté de communes de la Picardie Verte und des Kantons Grandvilliers.

## Geographie

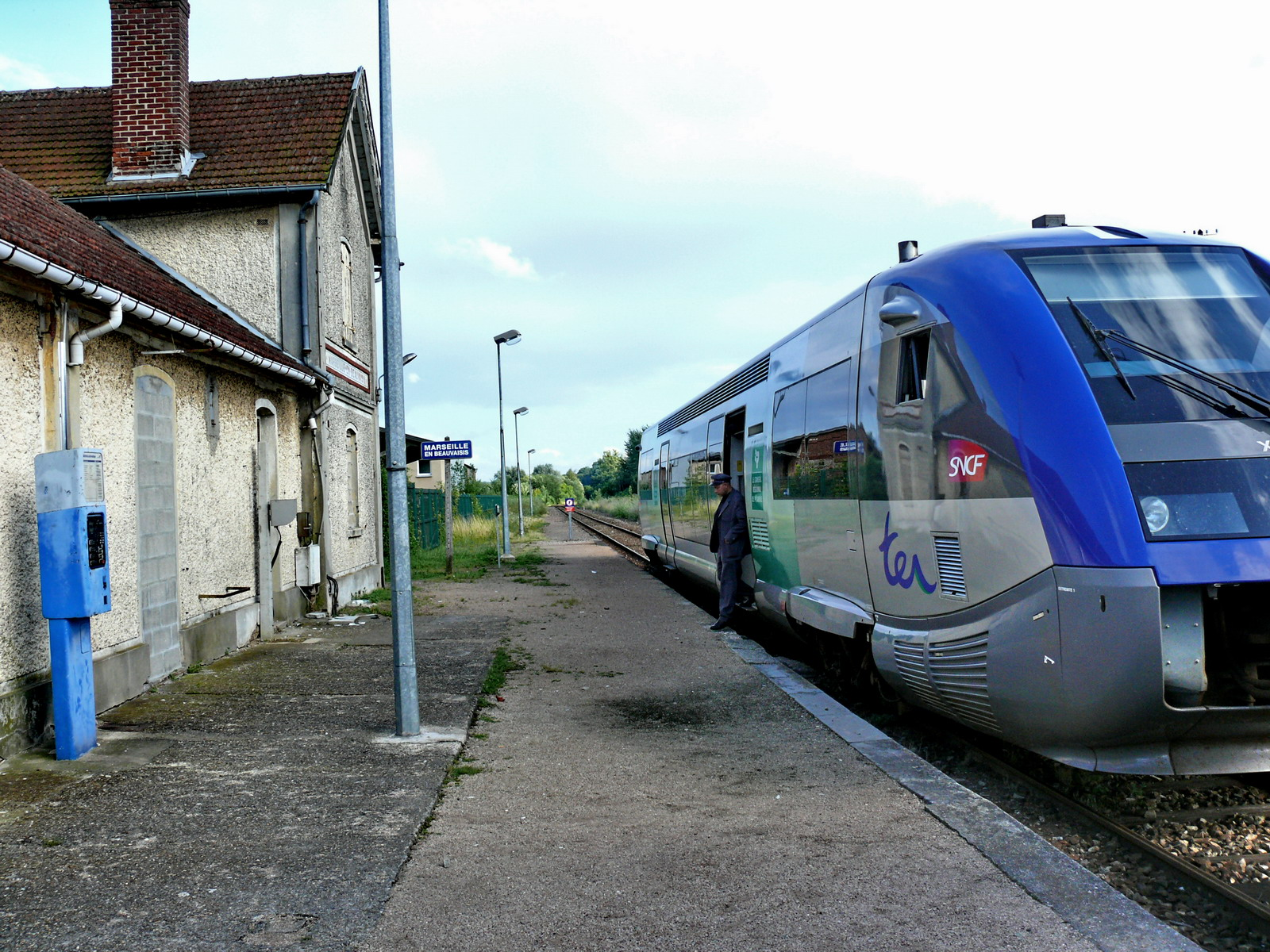
Bahnhof

Die Gemeinde liegt am Petit Thérain, in den hier der Bach Herboval mündet, und an der Kreuzung der Départementsstraßen D901 (frühere Route nationale 1) und D930 (frühere Route nationale 30) und der die Gemeinde in zwei Tunneln querenden Bahnstrecke von Aumale (Seine-Maritime) nach Beauvais rund zwölf Kilometer südöstlich von Songeons rund 18 Kilometer nordnordwestlich von Beauvais. Sie besitzt einen Bahnhof (Haltepunkt).

## Geschichte
Der befestigte Ort besaß die drei Tore Porte Saint-Maur im Norden, Porte Saintes-Hosties im Westen und Porte Saint-Michel im Süden. 1830 wurde die Mühle Moulin de Taussac von der Gemeinde Roy-Boissy angegliedert. Den Zusatz en-Beauvaisis trägt die Gemeinde seit 1908. Das Schloss aus dem Jahr 1680 wurde 1980 abgebrochen.
Im Zweiten Weltkrieg wurde der Ort bombardiert.

## Einwohner
| 1962 | 1968 | 1975 | 1982 | 1990 | 1999 | 2006 | 2011 |
| ---- | ---- | ---- | ---- | ---- | ---- | ---- | ---- |
| 698  | 727  | 889  | 955  | 973  | 954  | 1132 | 1293 |

## Verwaltung
Bürgermeister (maire) ist seit 2001 Marie Dubut.

## Sehenswürdigkeiten

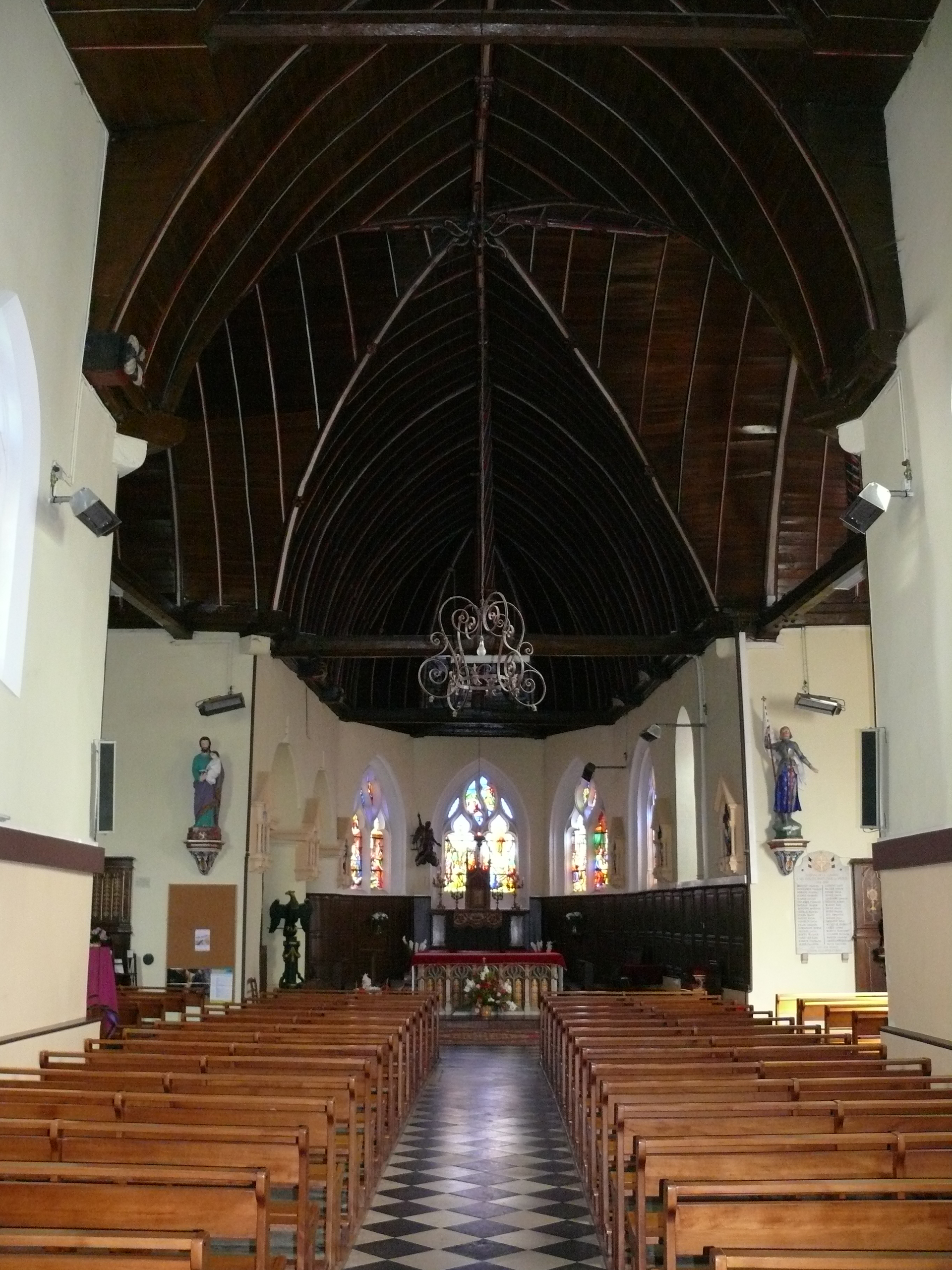
Schiff der Kirche Saint-Martin

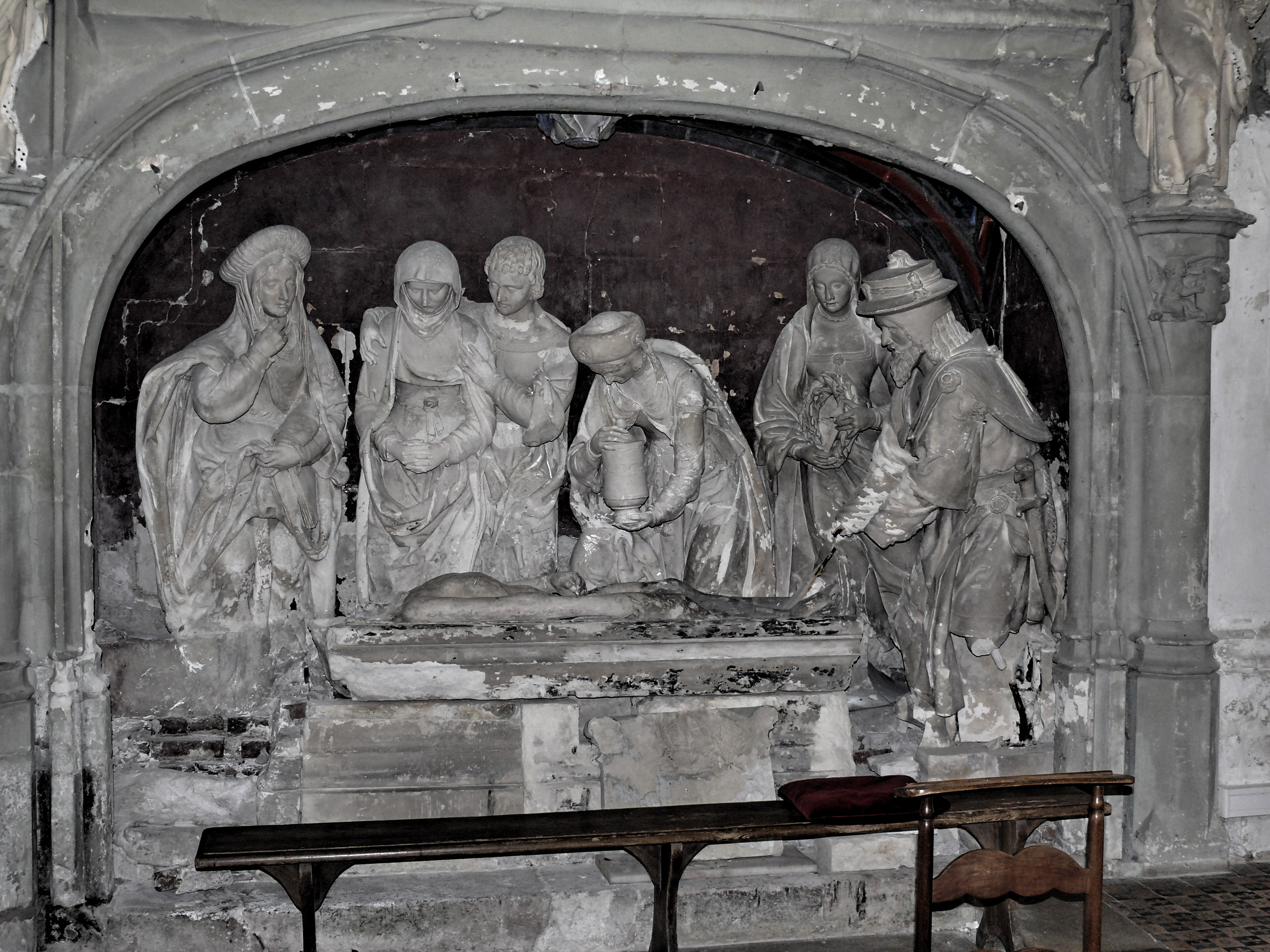
Grablegung in der Hostienkapelle

- Kirche Saint-Martin aus dem 13. Jahrhundert mit einer Rüstung des Königs Franz I., einem verzierten Renaissanceschrank, einer Marienstatue aus dem 17. Jahrhundert und einer Statue des Heiligen Bernhard[1]
- Hölzerne Markthalle aus dem 16. Jahrhundert
- 1880 und nochmals nach Kriegsschäden im Jahr 1946 und im Jahr 2000 restaurierte Hostienkapelle, die an ein  Hostienwunder im Jahr 1533 erinnert, mit einer Grablege mit acht Figuren (Base Palissy PM60001045)
- Reste der Ortsbefestigung
- Ehemalige Mühle
- Drei Waschhäuser